# Konståret 1943

## Händelser
- okänt datum – Willem de Kooning gifter sig med Elaine Fried.

## Verk
- Wifredo Lam – Djungeln

## Födda
- 19 januari – Kerstin Högstrand, svensk bildkonstnär, grafiker och lärare.
- 26 januari – Taisto Martiskainen (död 1982), finländsk skulptör.
- 2 februari – Kaj Wistbacka, svensk konstnär och illustratör.
- 14 februari – Margareta Petré, svensk bildkonstnär.
- 9 mars – Lena Kvarnström, svensk modedesigner.
- 14 mars – Lennart Frisk (död 2000), svensk bildkonstnär.
- 21 mars – David Inshaw, engelsk målare
- 23 mars – Nils-Aslak Valkeapää, finländsk-samisk författare, musiker och konstnär.
- 28 mars – Björn Alge (död 1999), svensk industridesigner verksam som möbelformgivare.
- 6 april – Mats Böllner, svensk satirtecknare och illustratör.
- 9 april – Olof Landström, finländsk illustratör och animatör.
- 2 maj – Arne Paus, norsk målare
- 6 maj – James Turrell, amerikansk konstnär.
- 22 maj – Ann-Christine Gry, svensk konstnär, skådespelare och rekvisitör.
- 23 maj – Christer Themptander, svensk konstnär.
- 10 juni – Leif Ahrle, svensk skådespelare och konstnär.
- 19 juli – Ingegerd Råman, svensk konsthantverkare.
- 17 augusti – Kjersti Scheen, norsk författare, bildkonstnär, illustratör, översättare och journalist.
- 17 september – Gilbert Prousch, italiensk konstnär.
- 22 augusti – Kjell Jörstedt, svensk konstnär.
- 22 augusti – Lise-Lotte Nielsen, svensk konstnär.
- 25 september – Gunder Höög (död 2014), svensk konstnär.
- 30 september – Tage Åsén, svensk målare och grafiker.
- 8 oktober – Ann-Christin Larzon, svensk konstnär och författare.
- 10 oktober – Curt Hillfon, svensk konstnär.
- 12 november – Julie Leonardsson, illustratör och konstnär.
- 16 november – Eva Alge, svensk konstnär och grafisk formgivare.
- 17 november – Petter Thoen, norsk konstnär.
- 26 november – Bengt Ribbentoft, svensk konstnär.
- 30 november – Uwe Laysiepen, tysk konstnär.
- 23 december – Bárður Jákupsson, färöisk konstnär, grafiker och författare.
- 28 december – Kå-Ge Stenlund, svensk konstnär.

## Avlidna
- 2 januari – Franz Courtens, 88, belgisk konstnär.
- 15 januari – Hugo Carlberg, 62, svensk konstnär.
- 8 mars – Stanislaus Cauer, 75, tysk skulptör.
- 9 mars – Otto Freundlich, 64, tysk konstnär.
- 25 maj – Nils Dardel, 54, svensk konstnär.
- 9 juni – Mina Carlson-Bredberg, 85, svensk målare.
- 5 augusti – Cecilie Dahl, 85, norsk målare.
- 19 oktober – Camille Claudel, 78, fransk skulptör.
- 13 november – Maurice Denis, 72, fransk målare och grafiker.
- 25 november – Rolf Adlersparre, 87, svensk skulptör.
- 6 december – Firmin Baes, 69, flamländsk impressionist.
- 11 december – Just Andersen, 59, dansk konsthantverkare och skulptör.